# Labdarúgás az 1906. évi nyári olimpiai játékokon
Az 1906-os pánhellén olimpián bemutató jelleggel négy csapat részvételével labdarúgótornát rendeztek. A tornát Dánia nyerte. A szmirnai csapatot öt brit, két francia és négy görög labdarúgóból álló játékos képezte.

## Éremtáblázat
A táblázatban a rendező ország csapata eltérő háttérszínnel, az egyes számoszlopok legmagasabb értéke, vagy értékei vastagítással kiemelve.
| Az 1906. évi nyári olimpiai játékok éremtáblázata labdarúgásban | Az 1906. évi nyári olimpiai játékok éremtáblázata labdarúgásban | Az 1906. évi nyári olimpiai játékok éremtáblázata labdarúgásban | Az 1906. évi nyári olimpiai játékok éremtáblázata labdarúgásban | Az 1906. évi nyári olimpiai játékok éremtáblázata labdarúgásban | Olimpia  |
| --------------------------------------------------------------- | --------------------------------------------------------------- | --------------------------------------------------------------- | --------------------------------------------------------------- | --------------------------------------------------------------- | -------- |
|                                                                 | Ország                                                          | Arany                                                           | Ezüst                                                           | Bronz                                                           | Összesen |
| 1.                                                              | Dánia (DEN)                                                     | 1                                                               | 0                                                               | 0                                                               | 1        |
|                                                                 |                                                                 |                                                                 |                                                                 |                                                                 |          |
| 2.                                                              | Görögország (GRE)                                               | 0                                                               | 1                                                               | 0                                                               | 1        |
|                                                                 |                                                                 |                                                                 |                                                                 |                                                                 |          |
| 3.                                                              | Nemzetközi Csapat (ZZX)                                         | 0                                                               | 0                                                               | 1                                                               | 1        |
|                                                                 |                                                                 |                                                                 |                                                                 |                                                                 |          |
| Összesen                                                        | Összesen                                                        | 1                                                               | 1                                                               | 1                                                               | 3        |

## Érmesek
| Az 1906. évi nyári olimpiai játékok érmesei férfi labdarúgásban | Az 1906. évi nyári olimpiai játékok érmesei férfi labdarúgásban | Az 1906. évi nyári olimpiai játékok érmesei férfi labdarúgásban |
| --- | --- | --- |
| Arany | Ezüst | Bronz |
| Dánia (DEN) · Dánia | Görögország (GRE) · Athén | Nemzetközi Csapat (ZZX) · Szmirna |
| Aage Andersen Viggo Andersen Parmo Ferslev Holger Frederiksen Hjalmar Herup August Lindgren Oscar Nielsen Carl Pedersen Peder Pedersen Henry Rambusch Stefan Rasmussen Charles von Buchwald | Panagiotisz Vrionisz Nikolaosz Dekavalasz Georgiosz Merkourisz Konsztantinosz Botaszisz Grigoriosz Vrionisz Panagiotisz Botaszisz Georgiosz Gerontakisz Georgiosz Kalafatisz Teodorosz Nikolaidisz Konsztantinosz Sziriotisz A. Georgiadisz | Edwin Charnaud Zareck Couyoumdzian Edouard Giraud Jacques Giraud, Henri Joly Percy de la Fontaine Donald Whittal Albert Whittal Godfrey Whittal Harold Whittal Edward Whittal |

## Játékvezetők
- Carl Andersen
- Gösta Drake

## Mérkőzések

### Elődöntők
| 1906. április 23. |

| Dánia | 5–1 | Szmirna |
| ----- | --- | ------- |
|       |     |         |

| Podilatodromio Játékvezető: Gösta Drake (svéd) |

| 1906. április 23. |

| Athén | 5–0 | Szaloniki |
| ----- | --- | --------- |
|       |     |           |

| Podilatodromio Játékvezető: Carl Andersen (dán) |

### Bronzmérkőzés
| 1906. április 25. |

| Szmirna | 12–0 | Szaloniki |
| ------- | ---- | --------- |
|         |      |           |

| Podilatodromio Játékvezető: Carl Andersen (dán) |

### Döntő
| 1906. április 24. |

| Dánia | 9–0 | Athén |
| ----- | --- | ----- |
|       |     |       |

| Podilatodromio Játékvezető: Gösta Drake (svéd) |